# Friedrich Wilhelm Alexander von Tschammer und Osten
Friedrich Wilhelm Alexander von Tschammer und Osten (* 1. Januar 1737; † 29. Juli 1809 in Berlin) war ein preußischer Generalmajor und zuletzt Kommandant des Invalidenhauses in Berlin. Tschammers Bedeutung liegt auf dem Gebiet des Militärbildungswesens, auf dem er Außerordentliches geleistet und vorbildlich gewirkt hat.

## Familie
Er entstammt dem Adelsgeschlecht Tschammer, seine Eltern waren Rudolph Alexander Tschammer und Osten (* 26. März 1709; † 7. Februar 1790) und dessen Ehefrau Maria Magdalena von Wiese. Seine Ehefrau wurde Auguste Charlotte von Arnim-Kröchlendorff, das Ehepaar hatte drei Söhne, Ferdinand Heinrich Friedrich, Carl Wilhelm August Alexander und Ernst Eudard Wilhelm, sie waren allen verheiratet und hatten Kinder.
Ernst Adolf Ferdinand Sebastian von Tschammer und Osten ist einer seiner Brüder.

## Leben
Er trat mit etwa 20 Jahren bei dem Infanterie-Regiment Nr. 34 (Prinz Ferdinand) ein, dem er auch fast seine ganze Dienstzeit angehört hatte. Im bayerischen Erbfolgekrieg wurde er Hauptmann und im Feldzug in Holland 1785 Major. Beim Rheinfeldzug während des Ersten Koalitionskrieges wurde er zunächst Oberstleutnant und dann Oberst. Für seine Tapferkeit bei der Belagerung von Mainz (1793) erhielt er den Pour le Mérite. Außerdem wurde er Kommandeur des Infanterie-Regiments Nr. 34. Am 2. Juni 1801 erhielt er die Beförderung zum Generalmajor und wurde Chef des Infanterie-Regiments Nr. 27.
Nach der preußischen Niederlage in der Schlacht bei Jena und Auerstedt zunächst auf Wartegeld gesetzt, wurde Tschammer am 1. März 1809 Kommandant des Invalidenhauses in Berlin. Er starb allerdings bereits am 29. Juli 1809 im Alter von 72 Jahren und wurde auf dem Invalidenfriedhof beigesetzt. Das Grabmal mit dem Grabspruch Wanderer, laß die Asche ruhen, dann wird auch die deine Ruhe finden ist nicht erhalten.

## Militärbildungswesen
Die militärische und schulische Ausbildung der Offiziere und Mannschaften war im Preußen unter Friedrich II. die Aufgabe der Regimenter. Die Regimentschefs unterhielten daher eigene Schulen, von denen einige sehr bekannt wurden. Nach dem Siebenjährigen Krieg war die Schule des Regiments des Prinzen Ferdinand in Neuruppin in einem schlechten Zustand. Der zuständige Regimentsküster besserte sein Auskommen durch die Ausbildung von Bürgerkindern auf und sorgte nicht für den Schulbesuch der Soldatenkinder. Tschammer beklagte den Zustand immer wieder, aber es dauerte bis 1780, bis Abhilfe möglich war. Ein Erlass des Kriegskonsistoriums vom 20. September 1780 forderte die Feldprediger auf, den ihnen unterstellten Schulen eine genaue Aufsicht angedeihen zu lassen. Zusammen mit dem Feldprediger Müller und nach dem Vorbild der Potsdamer Garnisonsschule wurde eine neue Schule geplant. Der Küster wurde pensioniert und zwei ausgebildete Lehrer wurden eingestellt. Es wurde sogar ein Unteroffiziersfrau eingestellt, um die Mädchen im Stricken und Nähen zu unterrichten. Die Prüfungen wurden öffentlich, was die Aufmerksamkeit der Offiziere und Bürger für die Schule erweckte. Im Jahr 1786 kam es zu einem Stadtbrand, dem auch die Schule zum Opfer fiel, aber die Fürsorge Tschammers sicherte ihren Fortbestand. 1795 war er Kommandeur des Regiments und konnte mehr verändern. So wurde die Anzahl der Schüler pro Klasse begrenzt, Überzählige wurden auf städtische Schulen geschickt und Kompaniechefs hatten für einen regelmäßigen Schulbesuch zu sorgen.
1796 konnte er sein Konzept erweitern. Neben der Strick- und Nähschule gründete er eine Spinnschule und eine Anstalt zur Aufbereitung von Wolle. 1797 kam mit Hilfe eines Berliner Kaufmannes noch ein Klöppelschule hinzu. Diese Tätigkeiten sorgte für erhebliches Aufsehen und in vielen Zeitungen der Zeit wurde darüber geschrieben. Auch in der Militärverwaltung wollte man nicht zurückstehen und unterstützte die Industrieanstalt, wie sie genannt wurde, mit 200 Talern jährlich. Am 31. August 1799 wurde eine neue Verordnung erlassen: „Cirkularverordnung vom 31. August 1799 an sämmtliche Regimenter und Bataillone, den Unterricht in den Garnisonschulen betreffend“. Darin wurde auf die vorbildliche Arbeit des Oberst Tschammer verwiesen und zur Nachahmung empfohlen.
Für angehende Offiziere errichtete er zusammen mit dem Major von Sydow und dem Feldprediger Merz eine Junkerschule. Sie war für die Fähnriche und Gefreitenkorporale des Regiments. Dort wurde Mathematik und Geschichte unterrichtet. Der Sprachunterricht erfolgte in der Friedrich Wilhelmsschule, dem örtlichen Gymnasium.
Zur Organisation des verschiedenen Schulen wurde eine Kommission aus Offizieren, dem Feldprediger, dem Auditeur und dem Kollaborator der Regimentsschule gebildet, die jeden ersten Montag im Monat tagte. Die Schule hatte auch die Unterstützung des Monarchen, des Versprach sich allen Versuchen zu wiederstetzen die Errungenschaften Rückgängig zu machen. So wurde mit der Kabinettsorder vom 19. Dezember 1799 „Ueber den Unterricht in den Junkerschulen“ auch die Junkerschule zum offiziellen Vorbild erklärt.
Nach dem verlorenen Krieg von 1806/07 wurden das Regiment und alle damit verbundenen Einrichtungen aufgelöst. Aber die Ideen Tschammers wirkten durch die preußische Militärverfassung weiter.